# Hans Marks
Hans Marks (* 19. Januar 1905 in Posen; † 1980) war ein deutscher Kapitän zur See der Kriegsmarine.

## Leben
Hans Marks trat 1923 in die Reichsmarine ein. 1931 diente er als Oberleutnant zur See (Beförderung am 1. Juli 1929) auf dem Torpedoboot T 156 bei der 2. Torpedobootshalbflottille und diente 1935 als Fähnrich zur See (Beförderung am 1. Juli 1935) auf der Schleswig-Holstein.
Als Kapitänleutnant (Beförderung am 1. Oktober 1934) war er von Dezember 1936 bis zur zwischenzeitlichen Außerdienststellung Ende September 1937 Kommandant des Torpedobootes Luchs. Im Mai/Juni 1937 und noch einmal im Juli/September 1937 war die Luchs erneut nach Mitte 1936 im spanischen Bürgerkrieg tätig. Dabei sicherte das Boot die Admiral Scheer beim Angriff auf Almería, nachdem republikanische Kräfte die Deutschland zuvor bombardiert hatten. Nach der Rückkehr nach Deutschland wurde die Luchs am 23. September 1937 außer Dienst gestellt.
Von der Indienststellung Anfang April 1938 bis Juli 1938 war er Erster Offizier auf der Friedrich Ihn. Anschließend war er bis März 1940  als Offizierlehrer an der Schiffsartillerieschule und übernahm dann als Korvettenkapitän bis zur Auflösung im Februar 1941 die 6. Torpedoboot-Flottille. Zeitgleich war er von Mai 1940 bis Januar 1941 Chef des Organisationsstabes beim Führer der Torpedoboote und wurde durch den Kommandanten der Jaguar, Kapitänleutnant Martenstein, vertreten. Für einen Monat war er Chef der 5. Torpedoboot-Flottille, welche aus der Zusammenlegung der ursprünglichen 5. Torpedoboot-Flottille und der 6. Torpedoboot-Flottille entstanden war.
Ab März 1941 diente er als Erster Admiralstabsoffizier bis zur erstmaligen Auflösung im Oktober 1941 beim Befehlshaber der Kreuzer, dann bis Oktober 1942 beim Admiral Nordmeer, welcher aus dem Befehlshaber der Kreuzer entstanden war und die Flottenstreitkräfte in Nordnorwegen leiten sollte, und später bis März 1943 erneut beim neu eingerichteten Befehlshaber der Kreuzer. Am 23. Februar 1943 wurde er mit dem Deutschen Kreuz in Gold ausgezeichnet.
Von April 1943 bis November 1943 war er Kommandant der Hans Lody. Der Zerstörer war nach einem Kesselraumbrand wieder einsatzfähig und nach Nordnorwegen verlegt worden. Vom 6. bis 9. September 1943 war der Zerstörer am Unternehmen Sizilien gegen Spitzbergen mit der Tirpitz, der Scharnhorst und acht weiteren Zerstörern beteiligt. Am 1. September 1943 war er zum Kapitän zur See befördert worden.
Anschließend war er bis September 1944 Erster Admiralstabsoffizier beim Flottenkommando und zugleich für das Marinegruppenkommando Nord. Bis Kriegsende war er Ia Marine im neu eingerichteten Führungsstab Nordküste bis Mitte März 1945 unter dem Oberbefehl von Heinrich Himmler.